# 1659
1659 (MDCLIX) fue un año común comenzado en miércoles, según el calendario gregoriano.

## Acontecimientos
- 7 de noviembre: España y Francia firman el Tratado de los Pirineos.
- 8 de diciembre: El fraile franciscano Fray García de San Francisco fundó la Misión de Nuestra Señora de Guadalupe de Mansos del Paso del Río del Norte, lo que actualmente es la ciudad de Ciudad Juárez (México) y parte de El Paso (Estados Unidos).[1]

Sin fecha
- En la ciudad de San Salvador (El Salvador) se experimenta un «desastroso terremoto».[2]

## Ciencia y tecnología
- Christiaan Huygens pública  Systema Saturnium.

## Nacimientos
- 10 de septiembre: Henry Purcell, compositor británico (f. 1695).